# Elecciones legislativas de Colombia de 1943
En marzo de 1943 se realizaron elecciones en Colombia para elegir los 131 escaños de la Cámara de Representantes. El resultado sería favorable para el Partido Liberal, al obtener la mayoría en todos los departamentos. El Partido Comunista logró un aumento significativo de su votación.

## Resultados
| Partido                 | Votos   | %    | Escaños | +/– |
| ----------------------- | ------- | ---- | ------- | --- |
| Partido Liberal         | 568,317 | 64.4 | 84      | +1  |
| Partido Conservador     | 298,644 | 33.8 | 44      | –7  |
| Partido Comunista       | 15,686  | 1.8  | 3       | +3  |
| Otros                   | 15,686  | 1.8  | 0       |     |
| Votos en blanco y nulos | 177     | -    | -       |     |
| Total                   | 882,647 | 100  | 131     |     |

## Fuente
- Dieter Nohlen (Editor), Elections in the Americas. Vol 2: South America. Oxford University Press, 2005
- Timothy Scully (Editor). Building Democratic Institutions: Party Systems in Latin America. Stanford University Press. p. 193

- Datos: Q14624924